# Ceroplesis millingeni
Ceroplesis millingeni är en skalbaggsart som beskrevs av Maurice Pic 1895. Ceroplesis millingeni ingår i släktet Ceroplesis och familjen långhorningar. Inga underarter finns listade i Catalogue of Life.